# Загальна історія (Полібій)
«Загальна історія» (дав.-гр. Ἱστορίαι) — твір давньогрецького історика Полібія на койне у 40 книгах (включаючи одну книгу покажчиків), основне джерело з історії Середземномор'я в епоху Пунічних воєн, з 220 по 146 роки до н. е. Повністю збереглися тільки книги з першої по п'яту, опубліковані не пізніше 150 року до н. е. Решта книг відомі в більш-менш детальних переказах візантійський енциклопедистів X століття.

## Зміст
Полібій починає розповідь з опису історії як корисного знання, яка є великою наставницею і дозволяє досягати успіху і мужньо переносити мінливості долі (тюхе). Він порівнює держави македонян, персів і римлян (Ῥωμαῖοί), віддаючи перевагу останній. Історію Полібій починає з трьох воєн, які надали історії цілісність: Союзницький (συμμαχικὸς πόλεμος), Ганнібаловій, а також війні між Антіохом Великим і Птолемеєм Філопатором (I:3). Він згадує перший похід римлян на чолі з Аппієм Клавдієм Кавдексом за межі Італії (I:5) і захоплення кельтами Риму (I:6). Римляни спочатку захопили гегемонію над Лаціумом, потім здолали тиренів і самнітів, а також вигнали з Італії Пірра. Особливо Полібій зупиняється на смутах, викликаних мамертинцями. Потім він розповідає про подвиги Гамількара (Ἀμίλκᾳ) в Іберії (1:13), про бої за Акрагант і лівійську експедицію консула Марка Атілія Регула.
Другу книгу Полібій починає зі згадки Лівійської війни і підпорядкування Іберії карфагенянами. У третій книзі згадана Ганнібалова війна.